# Arabella (opera)
Arabella – opera komiczna z muzyką Richarda Straussa i librettem Hugo von Hofmannsthala.

## Osoby
- Hrabia Waldner – bas
- Adelaide – mezzosopran
- Arabella – sopran
- Zdenka – sopran
- Mandryka – baryton
- Matteo – tenor
- Hrabia Elemer – tenor
- Hrabia Dominik – baryton
- Hrabia Lamoral – bas
- Fiakermilli – sopran koloraturowy
- Wróżka – sopran
- Welko – bas
- Djura – baryton
- Jankel
- Kelner – tenor
- Trzej gracze – tenor i 2 basy
- Dorożkarze, goście na balu, kelnerzy, goście hotelowi – chór

## Treść
Akcja opery rozgrywa się w Wiedniu w 1860 roku.

### Akt I
Hrabia Waldner z żoną Adelajdą i dwiema córkami, Arabellą i Zdenką, przybył do Wiednia w nadziei wydania starszej córki za mąż, co poprawiłoby fatalną kondycję finansową rodziny. Młodszą Zdenkę przebrano za chłopca, by oszczędzić na kreacjach niezbędnych pannie w karnawale. Arabella odrzuca jednak zaloty wielbicieli – podstarzałych arystokratów Elemera, Dominika i Lamorala, a także zakochanego w niej młodego oficera Mattea. Zdenka kocha Mattea; obawiając się jego samobójczych zamiarów doręcza mu sfałszowane przez siebie rzekome listy od Arabelli.
Waldner próbował zachęcić do poślubienia Arabelli swojego starego znajomego, bogatego Mandrykę; wraz z listem wysłał mu portret córki, lecz nie otrzymał odpowiedzi. Niespodzianie w hotelu, w którym mieszkają Waldnerowie, pojawia się przystojny młody człowiek o nazwisku Mandryka, który okazuje się bratankiem i spadkobiercą zmarłego niedawno adresata listu. Portret Arabelli zrobił na nim tak wielkie wrażenie, że czym prędzej przyjechał do Wiednia, by ją poznać. Waldner uzyskuje wymarzone wsparcie finansowe, a Mandryka czeka na możliwość spotkania pięknej panny.

### Akt II
Arabella i Mandryka poznają się na balu i wyznają sobie miłość. Młodzieniec opowiada pannie o zwyczaju zaręczynowym panującym w jego ojczystych stronach: narzeczona podaje kawalerowi szklankę wody, którą on wypija. Arabella prosi Mandrykę o zgodę na ostatni wolny wieczór, na co on niechętnie przystaje. Arabella oddaje się zabawie i zostaje obwołana królową balu, tymczasem Zdenka daje Matteo kolejny liścik pochodzący rzekomo od Arabelli i klucz od jej pokoju. Mandryka słyszy ich rozmowę i pełen podejrzeń udaje się do hotelu, w którym mieszkają Waldnerowie.

### Akt III
W hotelu dochodzi do schadzki Zdenki z Matteo, który jest przekonany, że gościł w pokoju Arabelli. Kiedy ta wraca z balu, młodzieniec nie rozumie jej obojętności, za to jego zachowanie wywołuje furię Mandryki. Kiedy pojedynek zazdrosnych rywali wisi na włosku, Zdenka przyznaje się do intrygi. Uczucia Mattea zwracają się ku Zdence, tymczasem Arabella nie chce się dać przebłagać Mandryce, dotknięta jego podejrzeniami. Kiedy zrozpaczony Mandryka jest już niemal gotów wycofać się, Arabella wkracza na scenę ze szklanką wody, którą podaje ukochanemu na znak zaręczyn. Narzeczony wypija wodę i tłucze szklankę by nikt z niej już nie pił.

## Historia utworu
Hofmannsthal stworzył libretto Arabelli w latach 1927-1929, a Strauss – już po śmierci librecisty – skomponował muzykę w latach 1930-1933. W premierowej obsadzie w drezdeńskiej Semperoper w partii tytułowej wystąpiła Viorica Ursuleac, partię Zdenki śpiewała Margit Bokor, Mandryką był Alfred Jerger, a całość prowadził Clemens Krauss. Utwór odniósł sukces i szybko dostał się na inne sceny operowe – w Berlinie, Wiedniu, Hamburgu, Sztokholmie (1933), Zurychu, Bazylei, Monte Carlo, Londynie, Buenos Aires i Amsterdamie (1934). Wybitnymi wykonawczyniami partii Arabelli były m.in. Lotte Lehmann, Maria Reining, Eleanor Steber, Lisa Della Casa, Gundula Janowitz, Anna Tomowa-Sintow, Kiri Te Kanawa, Felicity Lott, Lucia Popp, Julia Varady, Renée Fleming. Partię Mandryki wykonywali m.in. Hans Hotter, Hermann Uhde, Dietrich Fischer-Dieskau, George London. Efektowną drugoplanową partię koloraturową Fiakermilli śpiewała m.in. Edita Gruberová.